# Čini Italijanskih oboroženih sil
Čini Italijanskih oboroženih sil.